# Evgheni Pliușcenko
Evgheni Pliușcenko (n. 3 noiembrie 1982, Dzhamku⁠(d), RSFS Rusă, URSS) este un patinator artistic ce a reprezentat Rusia, medaliat olimpic. A participat la 4 ediții ale Jocurilor Olimpice (2002, 2006, 2010, 2014) în care a câștigat o medalie de aur.